# فولرن باکمینستر
فولرن باکمینستر یا توپ باکی (به انگلیسی: Buckminsterfullerene) یک مولکول کروی با فرمول C۶۰ است. این ماده اولین بار در سال ۱۹۸۵ توسط هارولد کروتو، جیمز هلت، شاون اٌبرین، رابرت کارل و ریچارد اسمالی در دانشگاه رایس ایالت تگزاس تهیه شد. کروتو، کارل و اسمالی در سال ۱۹۹۶ برای کشف فولرن باکمینستر و دسته‌بندی اطلاعات دربارهٔ آن جایزه نوبل شیمی را دریافت کردند. به افتخار باکمینستر فولر، سازندهٔ گنبد ژئودزیک نام این مادهٔ شیمیایی را فولرن باک‌مینستر گذاشتند؛ از آن جهت که ساختار این مولکول شباهت زیادی به گنبد ژئودزیک دارد. باکمینستر اولین فولرنی بود که کشف شد و فراوان‌ترین فولرن در طبیعت نیز هست؛ چرا که به مقدار بسیار کمی در دوده یافت می‌شود.
باکی بال باکی بال که اسم رسمی آن باک مینسترفولرن است که چهارمین آلوتروپ پایدار کربن است و با پیوند کووالانسی به صورت پنج ضلعی و شش ضلعی با شکل توپ است و فرمول فیزیکی آن C60 است. در واقع این کره دارای یک تقارن ناقص بیست وجهی، شامل ۲۰ حلقه شش ضلعی و ۱۲ حلقه ۵ ضلعی می‌باشد
باکی بال یک نوع ترکیب الی نیست بلکه یک ترکیب کربن دار است.

## تاریخچه کشف
مانند بسیاری از کشفیات مهم علمی، باکی بال نیز تصادفاً کشف شد. در سال ۱۹۸۵، شیمیدان آمریکایی و استاد دانشگاه راسیل (R.C) «ریچارد اسمالی» (Richard Smally) و شیمیدان انگلیسی کروتو (Kroto) باکی بال را کشف نمودند. آن‌ها در طی یک بررسی در مورد طیف‌های جذبی ساطع از ستارگان به وجود نوعی از کربن که به شکل C60 بود پی بردند. از زمان کشف C60، تعداد زیادی ساختار شبیه به آن یافت شده‌اند. بحث‌های زیادی در مورد اسم پیشنهادی برای این ماده بود. از آنجا که این اسم از سیستم نامگذاری دیگر مواد و ترکیبات شیمیایی تبعیت نمی‌کرد. بالاخره با دفاع بسیار کروتو، باک مینستر فولرن به عنوان اسم اصلی و استاندارد این مولکول پذیرفته شد. اما از آنجا که به کار بردن این اسم با کمی دشواری همراه بود از اسم باکی بال استفاده شد.

## خصوصیات شیمیایی و فیزیکی
تنها مولکولی است که در آن از یک عنصر برای ساختن کره‌های توخالی استفاده شده‌است. این خصوصیت C60 این توانایی را به باکی بال می‌دهد که بتوان درون آن را پر نمود. باکی بال‌ها و دیگر فولرن‌ها برای خصوصیات شیمیایی و شکل توخالی و قفس مانند خود دانشمندان را متعجب نموده‌اند. باکی بالها بی‌نهایت پایدارهستند و می‌توانند فشارها و دماهای بسیار بالا را تحمل کنند.
اتم‌های کربن باکی بالها می‌توانند با اتم‌ها و مولکولها واکنش دهند بدون آنکه پایداری و ساختمان کروی آنان دچار تغییر یا عیب شود. محققان بسیار علاقه‌مندند تا با اضافه نمودن مولکولهای دیگر به قسمت خارجی یک باکی بال مولکولهای جدیدی را به وجود آورند. همین‌طور در صورت امکان اضافه نمودن و گیر انداختن مولکول‌های کوچک‌تر درون یک باکی بال نیز برای آن‌ها بسیار مورد توجه است.
قطر آنها به ۱۵ انگستروم می‌رسد. به دلیل پایداری بالای مولکول، ۶۰ کربن با پیوند کووالانسی به هم متصل شده و پیوندهای یگانه و دوگانه به صورت یکی‌درمیان وجود دارند.  